# M06 (Oekraïne)
De M06 is een autoweg in Oekraïne. De weg loopt van de hoofdstad Kiev naar Tsjop aan de Hongaarse grens, en is onderdeel van de verbinding tussen Boedapest en Kiev. De weg is op sommige plekken al omgebouwd tot autosnelweg, en de plannen zijn om dit voor de gehele route te doen. De M06 bestaat uit twee belangrijke delen, het stuk tussen Kiev en Lviv en tussen Lviv en Oezjhorod. De weg loopt in het zuidwesten van Oekraïne door het Karpaten-gebergte. De M06 is 810 kilometer lang.

## Verloop
De M06 begint in het centrum van Kiev, en loopt als achtstrooks hoofdweg naar het westen. Na het klaverblad met de rondweg van Kiev valt er één rijstrook weg en worden de rijrichtingen gescheiden van elkaar. Tien kilometer ten westen van Kiev versmalt de weg naar 2x2 rijstroken. De eerste grote stad op de weg is Zjytomyr, waar een enkelstrooks rondweg is aangelegd, echter wel met ongelijkvloerse kruisingen. Bij deze stad slaat de M20 af richting Chmelnytsky en Tsjernivtsi, aan de Roemeense grens.
Na Zjytomyr gaat de weg verder als een hoofdweg met 2x2 rijstroken. Om de regionale stad Novohrad-Volynsky is een rondweg aangelegd. De volgende grote stad is Rivne, waar een zuidelijke rondweg is aangelegd. Rivne is een belangrijk knooppunt, hier kan men de M08 nemen richting Loetsk en Polen, maar ook de M21 kruist hier, deze weg loopt naar Pinsk in Wit-Rusland en Chmelnytsky richting het zuiden.
Na Rivne gaat de weg richting het zuidwesten, en bij Doebno is de kruising met de M19 richting Loetsk en Ternopil. Lviv is de volgende grote stad, en dat is ook de belangrijkste stad in het westen van Oekraïne. Dit is een belangrijk knooppunt, vanaf hier gaan 2 wegen naar Zuid-Polen, de M10 naar Rzeszów en de M11 naar Przemyśl. Richting het noordwesten gaat de M09 naar Lublin. Min of meer parallel aan de M6 gaat de M12 richting Ternopil.
Na Lviv draait de weg pal naar het zuiden, om het Karpatengebergte in te gaan. Na het dunbevolkte Karpatengebied gaat de weg bij Moekatsjevo richting het westen, naar Oezjhorod, een belangrijke grensstad aan de Slowaakse grens. In plaats van dat de M6 richting Košice loopt, buigt de weg af naar het zuiden, om na 20 kilometer bij de grensplaats Tsjop aan te komen. Vanaf hier gaat de weg verder als de Hongaarse weg 4, maar in de toekomst zal de M6 aansluiten op de Hongaarse M3 naar Nyíregyháza en Boedapest.
De M06 is onderdeel van de E40 tussen Kiev en Lviv, de E471 tussen Lviv en Moekatsjevo, de E50 en E58 tussen Moekatsjevo en Oezjhorod, en de E573 tussen Oezjhorod en de Hongaarse grens.

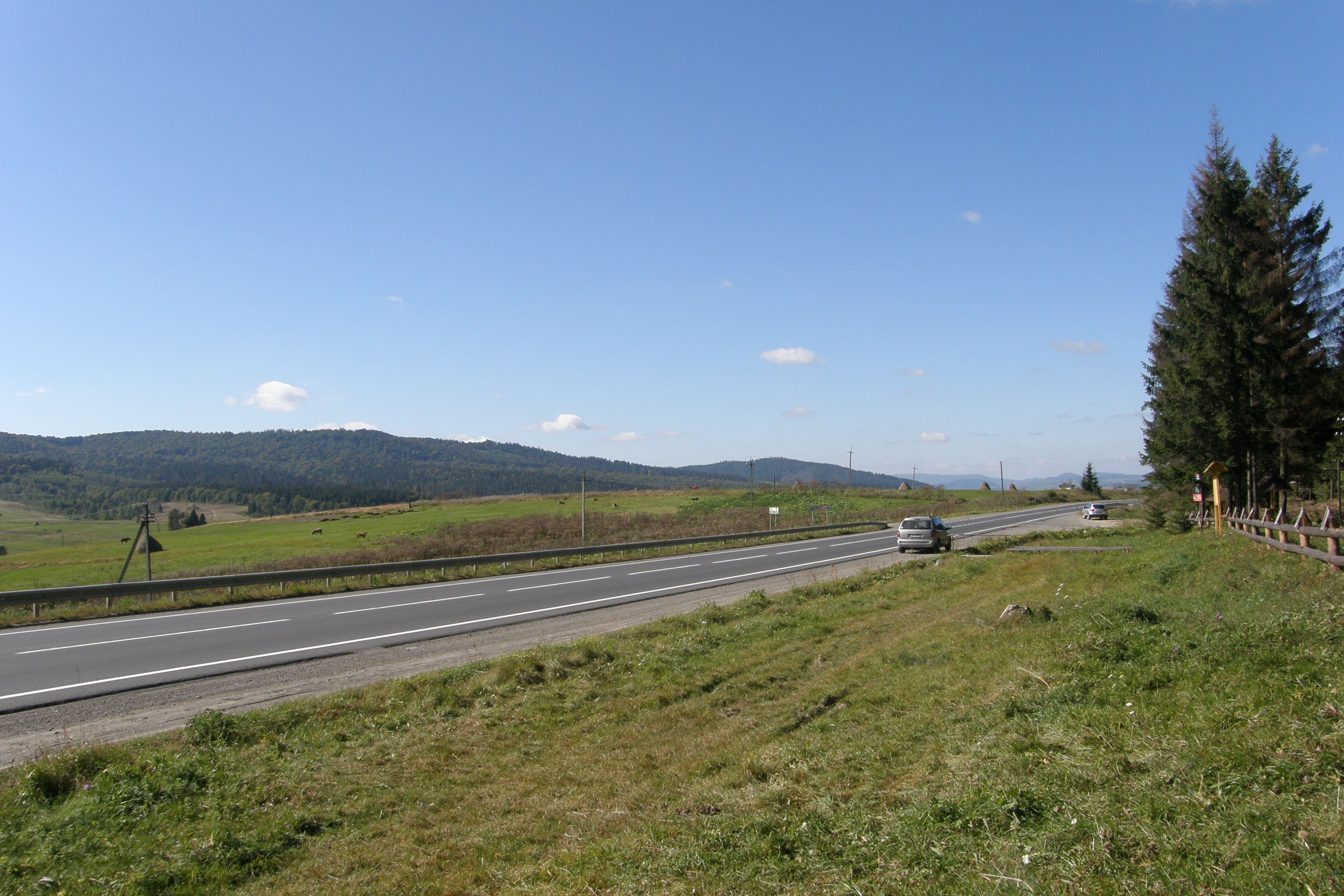
De M06 in de Karpaten

M01 ·
M02 ·
M03 ·
M04 ·
M05 ·
M06 ·
M07 ·
M08 ·
M09 ·
M10 ·
M11 ·
M12 ·
M13 ·
M14 ·
M15 ·
M16 ·
M17 ·
M18 ·
M19 ·
M20 ·
M21 ·
M22 ·
M23 ·
M24 ·
M25 ·
M26 ·
M27 ·
M28 ·
M29 ·
M30
N01 ·
N02 ·
N03 ·
N04 ·
N05 ·
N06 ·
N07 ·
N08 ·
N09 ·
N10 ·
N11 ·
N12 ·
N13 ·
N14 ·
N15 ·
N16 ·
N17 ·
N18 ·
N19 ·
N20 ·
N21 ·
N22 ·
N23 ·
N24 ·
N25 ·
N26 ·
N27 ·
N28 ·
N30 ·
N31 ·
N32 ·
N33